# 䏲
䏲是化学专用字，指锑化氢中的氢原子部分或全部被烃基取代的一类有机化合物。䏲带多具有毒性，不具碱性，不溶于水。用格氏试剂和三氯化锑作用可制得三烷基锑。锑化氢的英文名称和䏲的英文名称相同，都为stibine，故也可把锑化氢归入䏲中。
䏲，Unicode代码43F2，字形“⺼弟”。